# 다니구치 가이토
다니구치 가이토(일본어: 谷口 海斗, 1995년 9월 7일~)는 일본의 축구 선수이다.

## 구단 경력
그는 2018년 J3리그의 그루자 모리오카(이와테 그루자 모리오카)에 입단했다. 2019년까지 55경기에 출전하여, 24득점을 넣었다. 2020년 로아소 구마모토로 이적했다. 2020년엔 리그 34경게 출전하여 18득점을 기록, 리그 최다 득점자. 2021년 J2리그의 알비렉스 니가타로 이적했다. 2022년 J2리그 우승으로 J1리그로 승격했다. 2024년에 J리그컵 준우승.